# تورنتو-دومینیون بانک

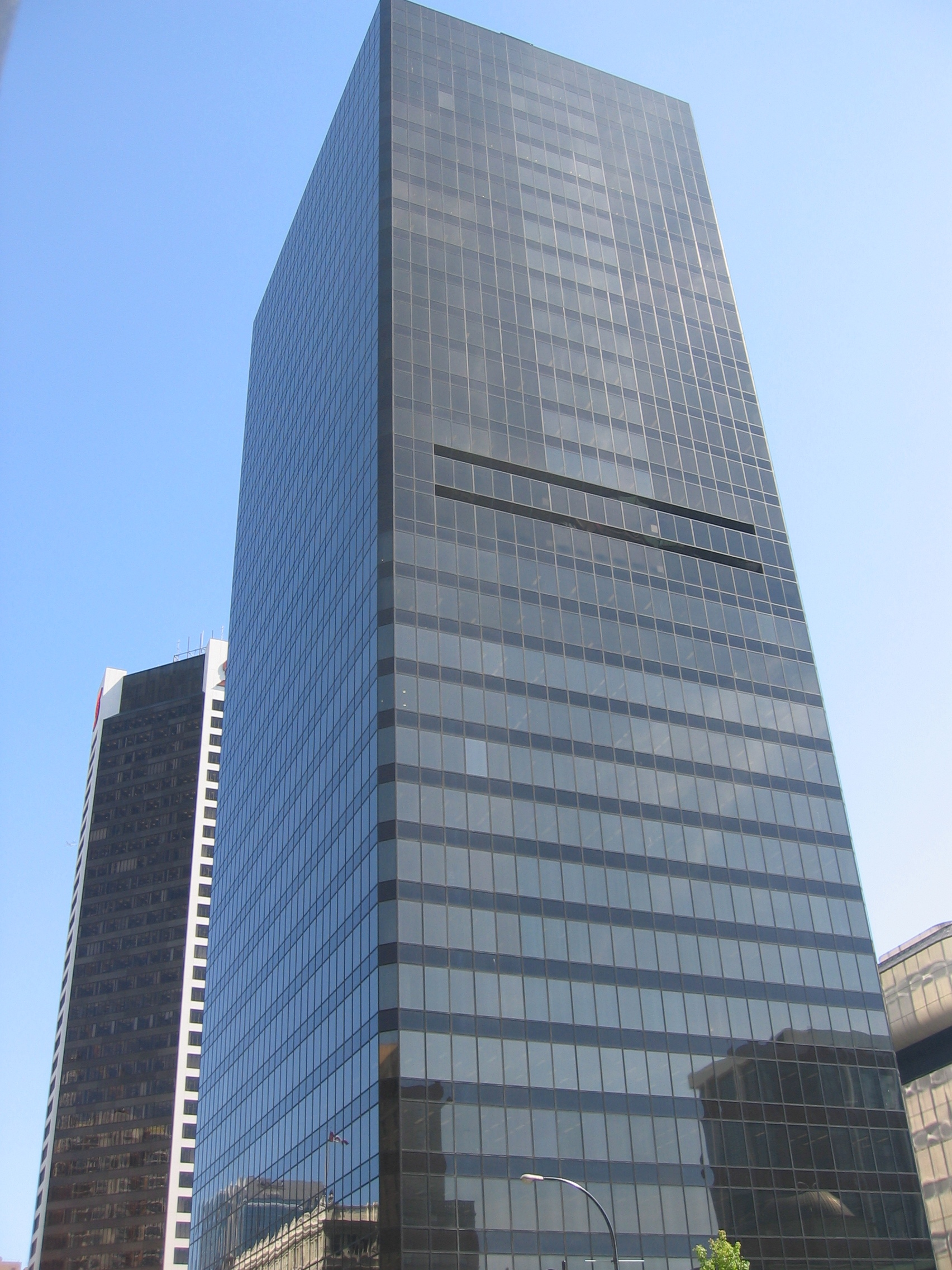
ساختمان شعبه ونکوور بانک تورنتو-دومینیون

تورنتو-دومینیون بانک (به انگلیسی: Toronto-Dominion Bank) شرکت خدمات مالی و بانکداری کانادایی است، که به‌عنوان دومین بانک بزرگ کانادا بر پایه میزان ارزش بازار سرمایه و نیز ششمین بانک بزرگ در آمریکای شمالی بر پایه میزان ارزش دارایی‌ها شناخته می‌شود.
تورنتو-دومینیون بانک در سال ۱۹۵۵ از ادغام بانک تورنتو و بانک دومینیون تأسیس شد. این بانک در حال حاضر دارای ۱٫۱۵۰ شعبه در کانادا و بیش از ۱٫۳۰۰ شعبه در ایالات متحده آمریکا است و در مجموع دارای ۱۹ میلیون مشتری در کشورهای مختلف می‌باشد.
شعبه مرکزی بانک تورنتو-دومینیون در شهر تورنتو، انتاریو قرار دارد و بخشی از سهام آن در بازارهای بورس نیویورک و بورس تورنتو معامله می‌شود. این بانک در سال ۲۰۱۰ در فهرست فوربز جهانی ۲۰۰۰ در رتبه ۸۶ از فهرست بزرگترین شرکت‌های جهان قرار داشت.